# Suprema Corte de Justicia de Uruguay
La Suprema Corte de Justicia (SCJ) es el máximo órgano del Poder Judicial de la República Oriental del Uruguay. Sirve como corte de apelaciones de última instancia, además de nombrar y supervisar a los demás jueces del país.
La Constitución de 1830 previó el establecimiento de una Alta Corte de Justicia como cima del orden jerárquico del Poder Judicial, al tiempo que autorizaba la suspensión de su actividad mientras no hubiera suficientes letrados y los medios necesarios. En tal caso, sus funciones serían ejercidas por el plenario de los dos Tribunales de Apelaciones. El 28 de octubre de 1907 se creó la Alta Corte de Justicia mediante la Ley N° 3.246, que establecía su residencia en Montevideo y su integración de cinco Ministros. La Constitución de 1934 cambió el nombre del órgano, que pasó a denominarse Suprema Corte de Justicia.

## Funciones
- Formular los proyectos de presupuestos del Poder Judicial, y remitirlos en su oportunidad al Poder Ejecutivo para que este los incorpore a los proyectos de presupuesto respectivos, acompañados de las modificaciones que estime pertinentes
- Nombrar a los Jueces Letrados de todos los grados y denominaciones, necesitándose, en cada caso, la mayoría absoluta del total de componentes de la Suprema Corte.
- Nombrar a los Defensores de Oficio permanentes y a los Jueces de Paz por mayoría absoluta del total de componentes de la Suprema Corte de Justicia.
- Nombrar, promover y destituir por sí, mediante el voto conforme de cuatro de sus componentes, los empleados del Poder Judicial, conforme a lo dispuesto en los artículos 58 a 66, en lo que corresponda.
- Declarar la inconstitucionalidad de las leyes.

## Integración
La Suprema Corte de Justicia se compone de cinco miembros —denominados Ministros— que son designados por la Asamblea General por dos tercios de votos del total de sus componentes. Si pasados noventa días de producida una vacante no se ha hecho la designación, queda designado automáticamente el miembro de los Tribunales de Apelaciones con más antigüedad en su cargo y en caso de igualdad se define por el que tenga más años en ejercicio de la Judicatura o del Ministerio Público o Fiscal.
Los ministros de la Suprema Corte sirven por un período de diez años —sin perjuicio de que, según el Artículo 250 de la Constitución, todo miembro del Poder Judicial cesará en el cargo al cumplir setenta años de edad—, y pueden ser reelectos si entre el cese la reelección transcurren cinco años.
De acuerdo con la Ley N° 15.750, la presidencia de la Corte es ejercida por período anual rotativo entre los ministros, según el orden de antigüedad en el cargo.

### Elegibilidad
En el Artículo 235 de la Constitución de la República se detallan los requisitos del cargo de Ministro de la Suprema Corte de Justiciaː
- Tener la edad de al menos 40 años.
- Contar con ciudadanía natural en ejercicio, o legal con diez años de ejercicio y veinticinco años de residencia en el país.
- Ser abogado con diez años de antigüedad o haber ejercido con esa calidad la Judicatura o el Ministerio Público o Fiscal por espacio de ocho años.

### Integración actual
| Retrato | Ministro                                   | Edad    | Inicio del mandato       |
| ------- | ------------------------------------------ | ------- | ------------------------ |
|         | John Pérez Brignani Presidente (2025-2026) | 68 años | 15 de diciembre de 2020  |
|         | Doris Morales Martínez                     | 65 años | 8 de febrero de 2022     |
|         | Elena Martínez Rosso                       | ?       | 1 de febrero de 2024     |
|         | Bernadette Minvielle Sánchez               | ?       | 9 de agosto de 2017      |
|         | Tabaré Sosa Aguirre                        | 69 años | 11 de septiembre de 2019 |

## Edificio sede

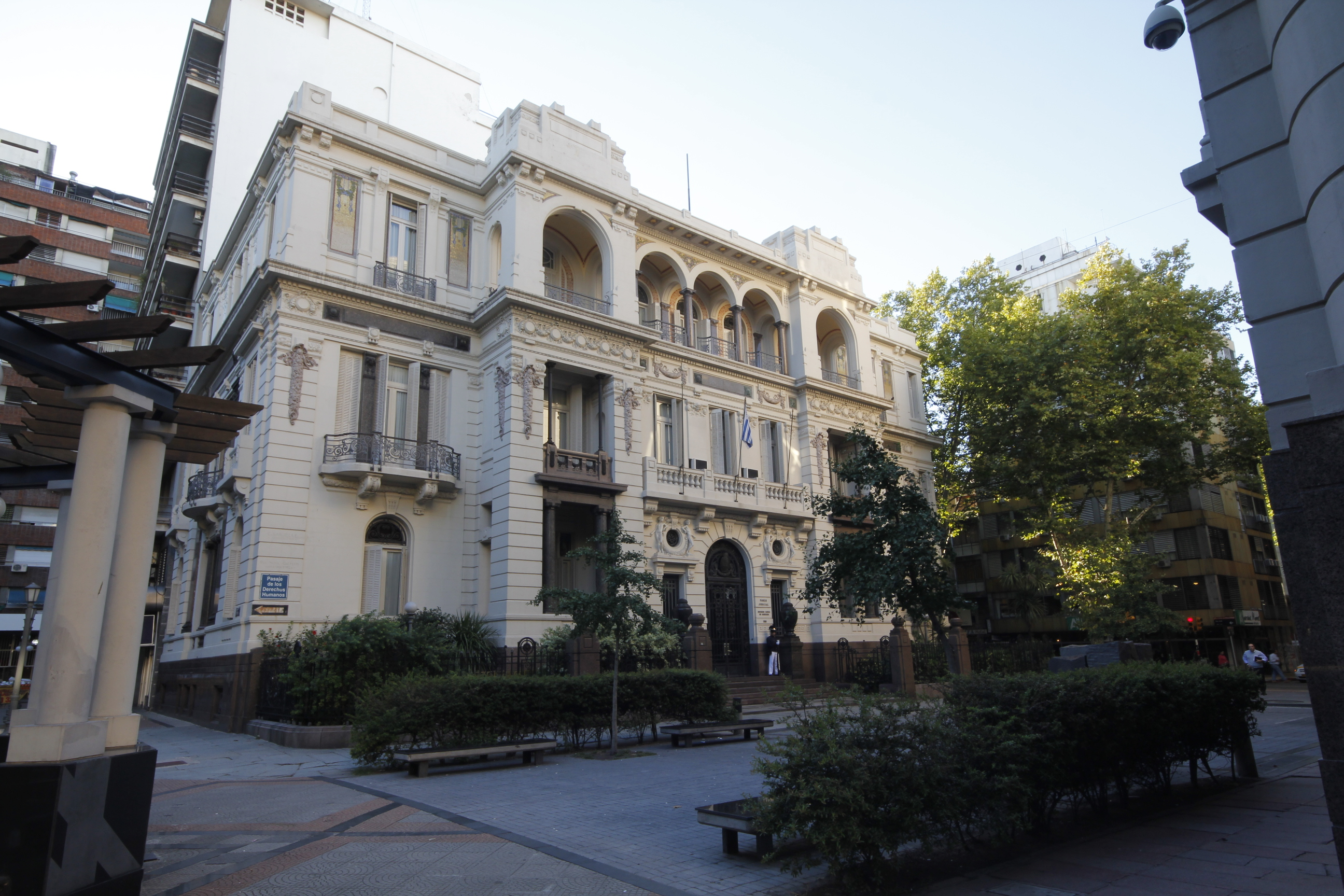
Palacio Piria

El edificio sede del Poder Judicial y de la Suprema Corte de Justicia, está ubicado sobre el costado sur de la Plaza Cagancha, en el barrio Centro en Montevideo. Fue encargado a construir originalmente por el empresario Francisco Piria para utilizarlo como residencia familiar, motivo por el cual se lo conoce como Palacio Piria. Es una obra del arquitecto francés Camille Gardelle.